# Lorenzo de Tonti
Lorenzo de Tonti (1602 circa – 1684 circa) è stato un banchiere italiano di origini napoletane, nonché governatore di Gaeta, noto per aver inventato il metodo di investimento denominato "tontina".
Si sposò con Isabella di Lietto dalla quale nacque, intorno al 1650, il loro primo figlio, il futuro esploratore Henri de Tonti.
Poco dopo Tonti fu coinvolto in una rivolta contro il viceré spagnolo, duca d'Arcos, e chiese asilo politico in Francia.
A Parigi ebbero il loro secondo figlio, Alphonse de Tonti, che in seguito avrebbe contribuito nel fondare Detroit (Michigan).
Per ragioni ignote Luigi XIV lo imprigionò nella Bastiglia dal 1668 al 1675.
Morì verso il 1684, per cause non chiarite.